# Шанц, Полина
Полина (Паулина) Шанц (нем. Pauline Schanz, урождённая Полин Лейх (нем. Pauline Leich); 10 сентября 1828, Лейпциг, Германский союз — 18 апреля 1913, Берлин) — немецкая писательница и переводчица

; жена писателя-революционера Юлия Шанца (1828–1902).

## Биография
Полина Лейх родилась 10 сентября 1828 года в городе Лейпциге в Королевстве Саксония, Германского союза в семье известного и богатого немецкого книготорговца Иоганна Фридриха Лейха, поэтому с детства она была окружена огромным количеством книг, что не могло не повлиять на выбор профессии литератора.
Когда Полина Лейх была ещё в юношеском возрасте, её отец стал банкротом. Она решила учиться на воспитателя детского сада, для чего на два года уехала в Хемниц. После смерти отца Полин Шанц переехала в дом своей матери в Дрездене, где в 1853 году вышла замуж за писателя Юлиуса Шанца. В браке кроме двух других детей родилась дочь Фрида (в замужестве Сойо; 1859—1944) впоследствии также ставшей успешной писательницей. Юлиус Шанц за антиправительственную деятельность во время Революции 1848—1849 годов в Германии был арестован и заключен на пять лет в крепость; всё это время Полине Шанс приходилось "тянуть" семью самостоятельно.
После развода с мужем Полина Шанц вместе с тремя детьми переехала в Берлин. Она отказалась снова выйти замуж, что означало бы разлуку с её детьми. Она писала в основном детские и молодёжные произведения, но также работала переводчиком с французского, итальянского, испанского, английского, шведского и датского языков.
Полина Шанц умерла 18 апреля 1913 года в городе Берлине.